# USS Willard Keith (DD-775)
O USS Willard Keith (DD-775) foi um Destroyer norte-americano que serviu durante a Segunda Guerra Mundial.

## Comandantes
| Comandante             | Data                       |
| ---------------------- | -------------------------- |
| Cdr. Lewis Levi Snyder | 27 de Dezembro de 1944 -?? |

O Willard Keith foi transferido para a Marinha da Colômbia e renomeado Caldas (DD-02).